# 深山毛茛
深山毛茛（学名：Ranunculus franchetii）为毛茛科毛茛属下的一个种。

## 扩展阅读
- 維基物種上的相關：深山毛茛